# 576i
576i是一種影片格式的縮寫。字母 i 表示隔行掃描，數字576表示垂直方向有576條掃描線，通常水平解析度為720或者704像素。
另外，標準解析度電視（SDTV）场率（並非帧率）通常是50赫茲，並且在字母（576i）之後加上50的字樣，即576i50。這種格式對應到模擬時期使用PAL或SECAM電視格式的地區，但亦可以在ATSC、DVB、DMB和DVD上使用。
長寬比可能是4:3或者歪像（指上下刪去的4:3DVD）的16:9。